# Arabische Socialistische Unie (Irak)
De Arabische Socialistische Unie (Arabisch: الاتّحاد الاشتراكى العربى, al-Ittiḥād al-Ištirākī 'l-ʿArabī) was een politieke partij in Irak die van 1964 tot 1968 bestond.

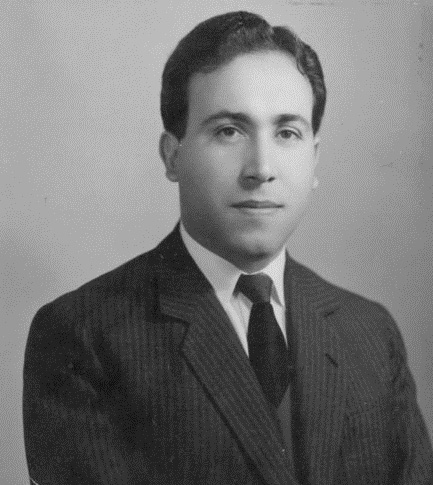
Fuad al-Rikabi (1932-1971), voorzitter van de ASU

Na de staatsgreep in 1963 die een einde maakte aan het bewind van president Abdul Karim Qassem kwam er een Arabisch nationalistische regering onder leiding van generaal Abdel Salem Arif aan de macht. Om zijn machtsbasis te verstevigen richtte hij op 14 juli 1964 de Arabische Socialistische Unie (ASU) op naar voorbeeld van de gelijknamige partij in Egypte. Een aantal kleinere nationalistische partijen sloot zich bij de nieuwe ASU aan. Arif streefde ernaar dat Irak zich op termijn zou aansluiten bij de Verenigde Arabische Republiek (VAR), de federatie van Egypte en Syrië. In september 1964 fuseerde de Iraakse ASU met de ASU in de Verenigde Arabische Republiek en kwam de fusiepartij onder leiding te staan van president Gamal Abdel Nasser van de VAR. Voorzitter van de Iraakse ASU werd Fuad al-Rikabi, een voormalig partijsecretaris van de Ba'ath-partij. Secretaris-generaal werd Abd al-Karim Farhan.
Mislukte couppogingen van Farhan en minister-president Arif Abd ar-Razzaq om president Arif af te zetten (1965, 1966) deed Arif vermoeden dat president Nasser van de VAR achter deze couppogingen zat. Hij zuiverde daarop de ASU en verbrak de banden met de VAR (1966). Nadat Arif bij een vliegtuigongeluk om het leven was gekomen (13 april 1966) werd hij als staatshoofd opgevolgd door zijn broer, Abdel Rahman Arif. Deze kreeg ook te maken met een couppoging door tegenstanders binnen de ASU (juli 1966, waar wederom Razzaq bij betrokken was), maar wist deze te onderdrukken. In juli 1968 pleegde de Ba'ath-partij echter een succesvolle staatsgreep waarbij Arif werd afgezet. De ASU werd vervolgens op last van de nieuwe machthebbers verboden. Rikabi werd na de coup gevangengezet en kwam in 1971 om in de gevangenis.